# パナマ運河

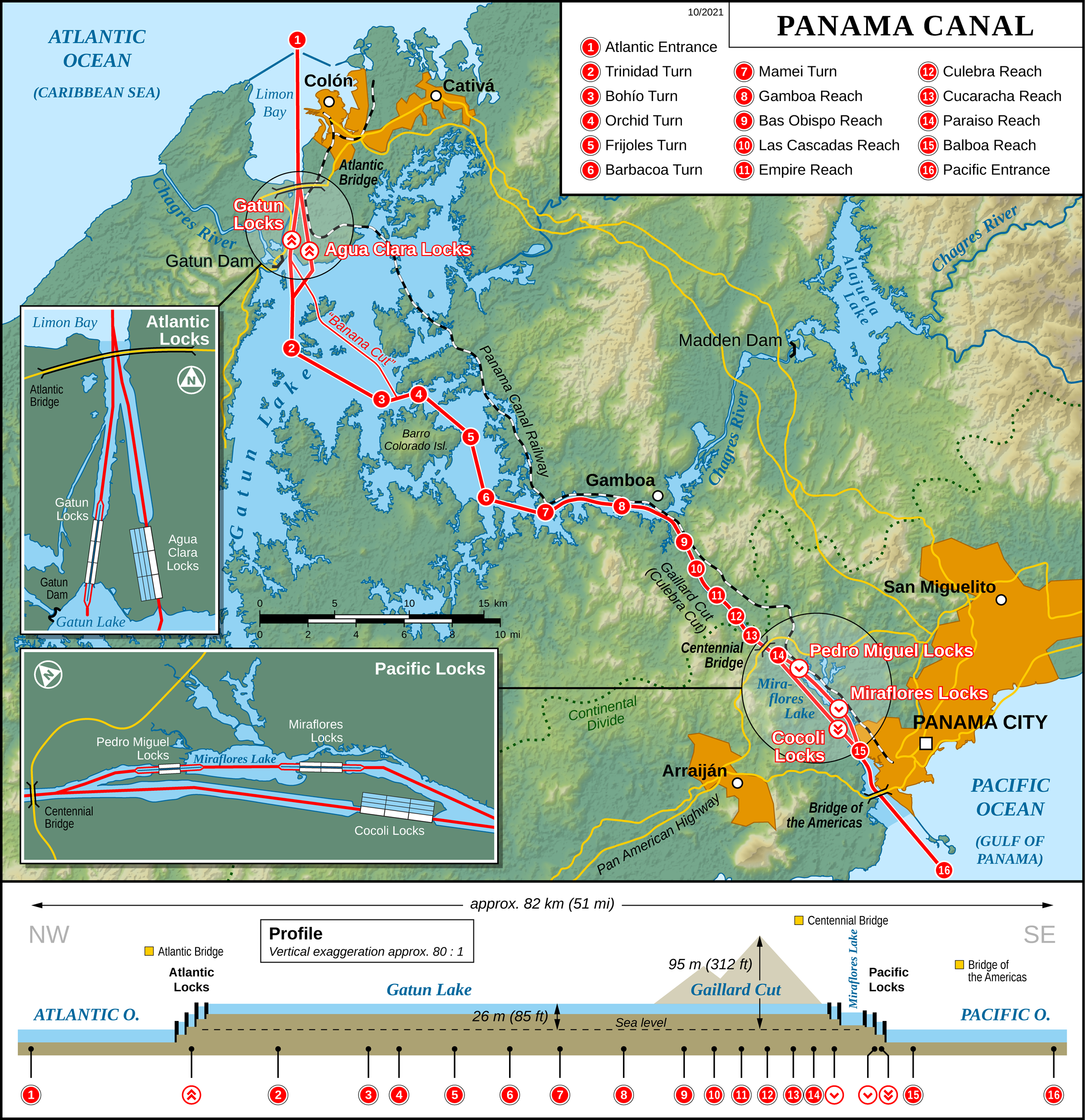
閘門及び海峡の配列を示すパナマ運河の全体図。南の太平洋岸からパナマ市を右手に見て25kmほど北西に運河を進むとガトゥン湖に入り、北のカリブ海側に到達する。

パナマ運河（パナマうんが、スペイン語: Canal de Panamá 、英語: Panama Canal）は、中米にあるパナマ共和国のパナマ地峡を開削し、太平洋と大西洋の縁海であるカリブ海を結ぶ閘門式運河である。

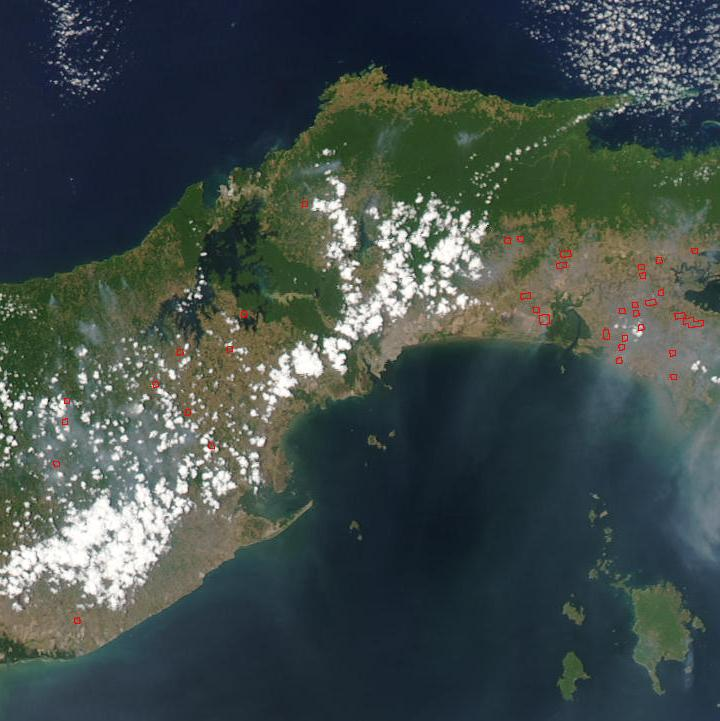
パナマ運河の位置を示す衛星画像。密林は緑色で可視化されている。

全長82キロメートル、最小幅91メートル、最大幅200メートル、深さは一番浅い場所で12.5メートルである。マゼラン海峡やドレーク海峡を回り込まず、アメリカ大陸東海岸と西海岸を海運で往来可能である。スエズ運河を拓いたフェルディナン・ド・レセップスが開発に着手するが、難工事とマラリアが蔓延して放棄する。のちにパナマ運河地帯としてアメリカ合衆国が建設を進め、10年かけて1914年に開通した。長らくアメリカが管理したが、1999年12月31日正午にパナマへ完全返還した。
現在はパナマ運河庁 (ACP) が管理し、通航料を徴収している。国際運河で船籍や軍民を問わず通航が保証される。
パナマ運河庁による2002年実績は、年間通航船舶数13,185隻、通航総貨物量1億8782万トン。1隻通航ごとに約1億9,000万リットルの水を使用する。メガエルニーニョが発生しなければ1日の通航可能船舶は36隻で、気候変動で水量が不足して近年は1日平均24隻の年もある。通航制限が継続し、周辺国らは、パナマ運河の代替輸送路を建設する国家プロジェクトを計画する。

## 構造

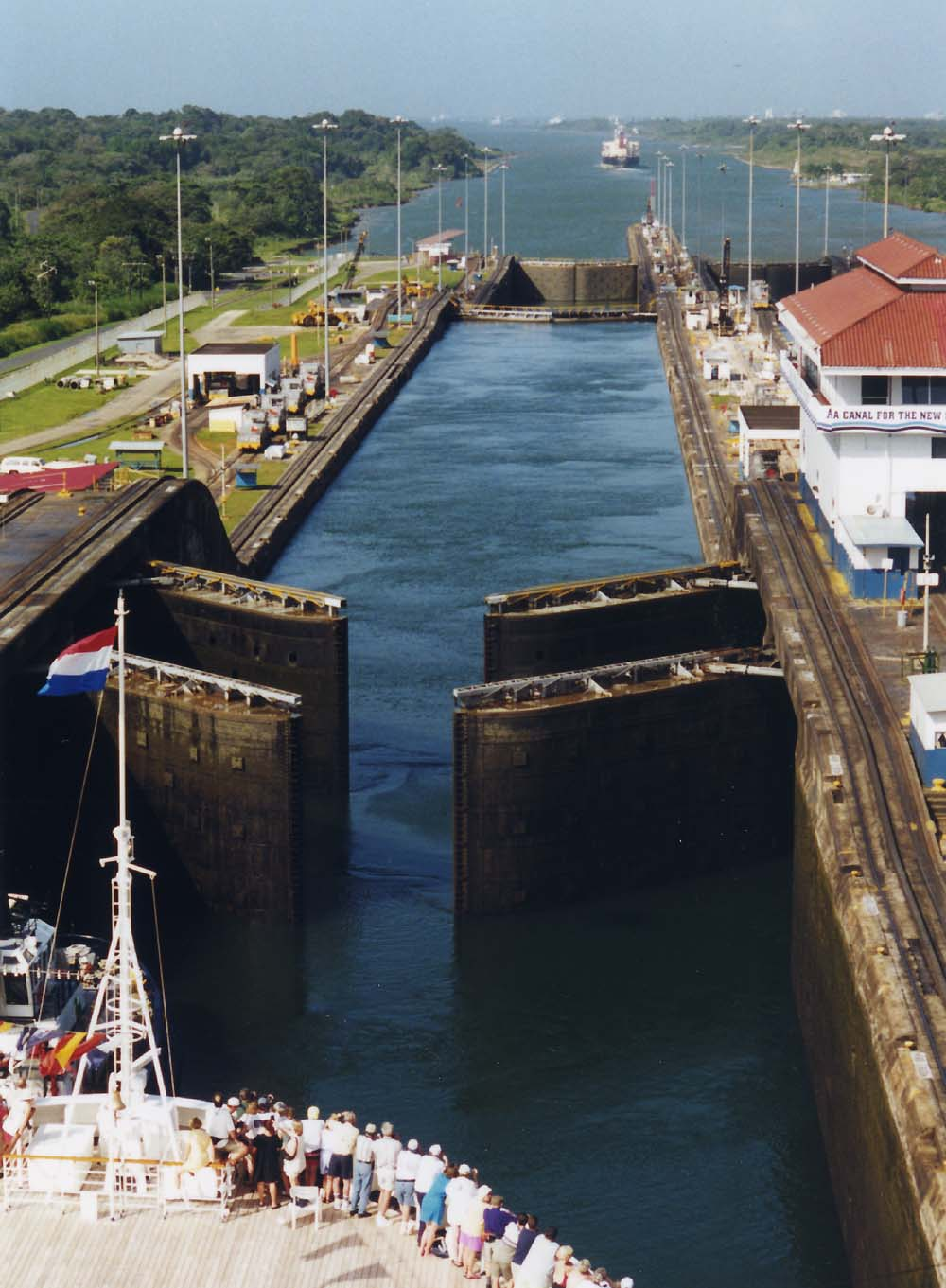
パナマ運河のガトゥン閘門

パナマ運河の通路は以下のようになっており、上り下りにそれぞれ3段階、待ち時間を含め約24時間をかけて通過させる。
カリブ海 ⇔ ガトゥン閘門 ⇔ ガトゥン湖 ⇔ ゲイラード・カット ⇔ ペドロ・ミゲル閘門 ⇔ ミラ・フローレス湖 ⇔ ミラ・フローレス閘門 ⇔ 太平洋
カリブ海からやってきた船は、コロンでパナマ運河へと進入する。コロンはカリブ海有数の港であり、コロン自由貿易地域やラテンアメリカ最大のコンテナ港であるマンサニージョ港などが存在し、パナマ地峡鉄道の起点・コロン駅も存在する。コロンを過ぎると、すぐにガトゥン閘門にぶつかる。ここには閘室が3つあり、ガトゥン閘門の最後の閘室を抜けると、パナマ運河の最高地点である海抜26mのガトゥン湖に到達する。ガトゥン湖はカリブ海側に流れるチャグレス川をせき止めてできた人造湖で、かつての山頂や尾根が半島や島として点在している。
ガトゥン湖最大の島であるバロコロラド島を過ぎ、ガトゥン湖を抜けてしばらく行ったところにガンボアの街がある。ガンボアは北東から流れてくるチャグレス川が運河へと流れ込む地点であり、チャグレス川の上流にあるマッデンダムとアラフエラ湖（旧名マッデン湖）は、ガトゥン湖とパナマ運河への水の供給と水量安定機能を担っている。
ガンボアを過ぎると、船はクレブラ・カット（ゲイラード・カット）と呼ばれる切り通しへと入る。ここは両洋の分水嶺にあたり、また地質がもろいために崖崩れが起きやすく、運河建設時は最も難工事となった区間である。現在では度重なる崖崩れに対処するために側面がコンクリートで固められ、また幅も大幅に拡張されてパナマックス船ですらすれ違いが可能となっている。クレブラ・カットの終端部付近には、パンアメリカン・ハイウェイの通るセンテニアル橋が架かっている。
クレブラ・カットを過ぎると、1閘室のみのペドロ・ミゲル閘門があり、ここでやや高度を下げてミラフローレス湖へと入る。ミラフローレス湖の先には2閘室あるミラフローレス閘門が存在し、ここで船は完全に海面へと高度を下げる。ミラフローレス閘門を過ぎてすぐのところにバルボア市があるが、ここはパナマ運河の太平洋入口であり、パナマ地峡鉄道の終着駅やバルボア港がある。バルボアはパナマ市と隣接しており、ほぼパナマ市の経済圏に組み込まれている。パナマ運河出口付近には、初の運河横断橋であるアメリカ橋が架かっている。
海抜26メートルのガトゥン湖（運河の最高点）が存在するなど運河中央部の海抜が高いため、閘門（こうもん）を採用して船の水位を上下させて通過させている（「水の階段」と呼ばれる）。人造湖であるガトゥン湖と、ガトゥン閘門（3閘室）、ペデロ・ミゲル閘門（1閘室）、ミラフローレス閘門（2閘室）の3か所の2レーンの水門が存在する。最高地点の海抜が高く、多くの閘門を利用して徐々に上がっていくため、パナマ運河は「船が山を越える」と評されることもある。
パナマ運河を通過できる船舶の最大のサイズはパナマックスと呼ばれている。既存の閘門のサイズにより、通過する船舶のサイズは、全長：294.1メートル、全幅：32.3メートル、喫水：12メートル、最大高：57.91メートル以下に制限されていた。
2016年6月26日に、大西洋側にアグア・クララ閘門、太平洋側にココリ閘門が開通し、より大型の船舶の通行が可能となった。新ルートを通行可能な船舶のサイズを新パナマックスと呼び、全長：366メートル、全幅：49メートル、喫水：15.2メートルである。最大高は57.91メートルのまま据え置かれた。
それでも載貨時の喫水（吃水）がもともと大きいタンカーや鉱石運搬船は通過不能で、コンテナ船の内、最も大型の一部もこの新閘門には対応はできないものがある。旅客船については、現在までに計画具体化あるいは建造中のものを含めて全て通航可能で、クルーズ客船の運用に大きな変化をおよぼすものと考えられている（パナマ運河自体が一つの観光資源である）。この新水路は昇降に用いた湖水を再利用できる設計となっている。
2020年代になって、気候変動の影響による渇水期の水位低下対策からくる追加料金徴収や大型船舶通航制限を実施している。構造上、船舶1隻が航行する度に2億リットルの淡水が海洋へ移動していて、その水源となっている人造湖のガトゥン湖は流入水量不足で沿岸が干上がってきており、場所によっては水位が7メートル低下しているところもあるため、喫水の深い大型船舶は座礁の危険性から制限している。また、運河流域の水資源供給元でもあり給水制限も実施され抗議運動も発生していて、水資源を巡る対立も危惧されている。

## 歴史

### 前史
大西洋と太平洋とを結ぶ運河は、パナマ地峡の発見後すぐに構想された。アメリカ大陸の植民地化を進めていたスペイン国王のカルロス1世（神聖ローマ皇帝・ハプスブルク家のカール5世と同一人物）が1534年、調査を指示した。しかし、当時の技術力では建設は不可能であり、実際に建設されるまでにはこれから400年近い歳月が必要となった。また、外国による掘削は現場に本国の政治力をおよぼす必要があった。1671年、イングランドのヘンリー・モーガンが後に運河の入り口となるパナマ市を制圧している。
19世紀に入ると、産業革命や蒸気船の開発などによって船舶交通が盛んとなり、また土木技術の進歩によって運河の建設は現実的な計画となった。1848年にはカリフォルニアでゴールドラッシュが始まり、アメリカ合衆国東部から大勢の人々が西海岸をめざしたが、当時は大陸横断鉄道はまだなく、人々は両洋間の距離が最も狭まるパナマ地峡をめざして押し寄せた。これらの人々を運ぶため、1855年にはパナマ鉄道が建設され、両洋間の最短ルートとなった。ホンジュラスでも地峡鉄道を敷設する計画が立っていたが、米国の干渉により頓挫してしまった。

### フランスの参入

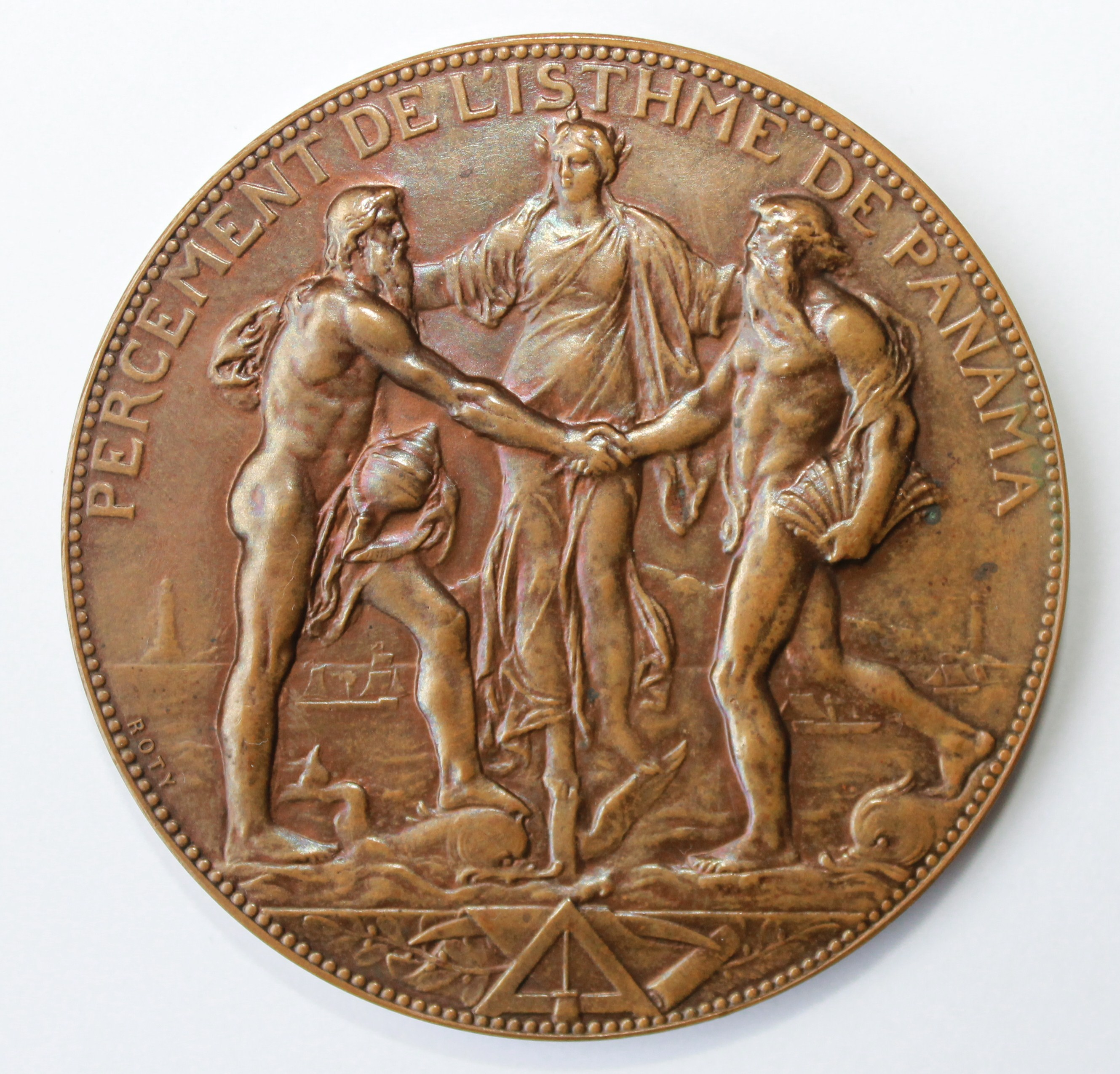
着工記念メダル (1880年)
オスカル・ロティ製作

1523年、エルナン・コルテスがカール5世にパナマ運河の建設を進言する。コルテスの死後、彼のいとこであるアルバロ・デ・サアベドラ・セロン（英語: Álvaro de Saavedra Cerón）が、運河建設を構想し、そのルートは、ダリエンルート、ニカラグアルート、メキシコのテワンテペクルート、パナマルート（現在のパナマ運河となるルート）のルートでの運河建設を構想するが、実現には至らなかった。ドイツの自然地理学者であり外交官であったアレクサンダー・フォン・フンボルトは1799年から1804年、中南米に滞在しており、その時の経験を本にまとめており、本には運河の建設可能地を挙げており、パナマ地峡を利用したパナマ運河を建設可能と位置づけている。
実際にはスエズ運河の建設者フェルディナン・ド・レセップスが初めて着工を行なった。レセップスはスエズ運河完成後、パナマ地峡に海面式運河の建設を計画し、パナマ運河会社を設立して資金を募り、当時この地を支配していたコロンビア共和国から運河建設権を購入。フランスの主導で1880年1月1日に建設を開始したが、黄熱病の蔓延や工事の技術的問題と資金調達の両面で難航した。1884年の恐慌の一因となりながらも、1888年には宝くじ付き債券を発行し資金を賄ったが、1889年にパナマ運河会社は倒産し、事実上計画を放棄した。1890年には運河の免許が更新されたが、1892年には上記の宝くじつき債券の発行を巡ってフランス政界で大規模な疑獄事件が発生。パナマ運河疑獄と呼ばれるこの事件は、当時のフランス政界を大きく揺るがすものとなった。

### アメリカによる建設

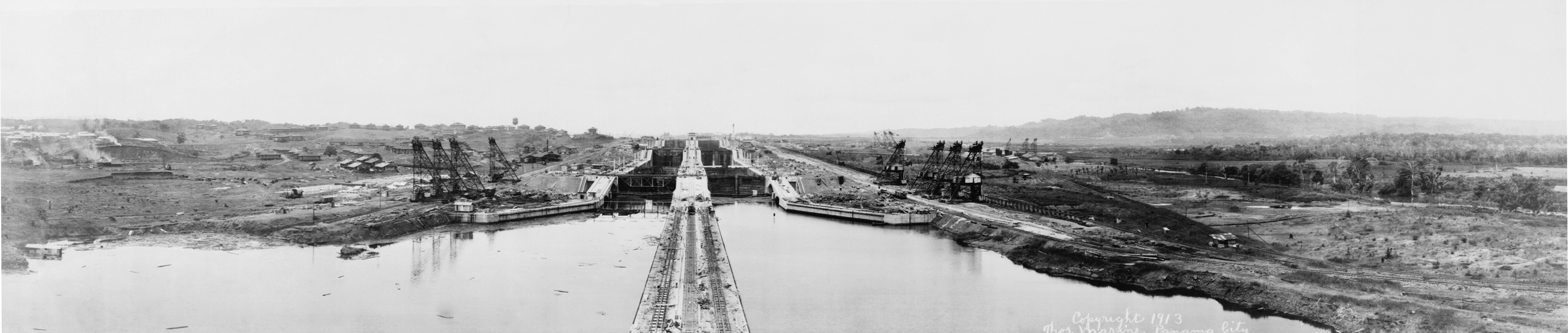
1913年、パナマ運河の閘門建設の様子

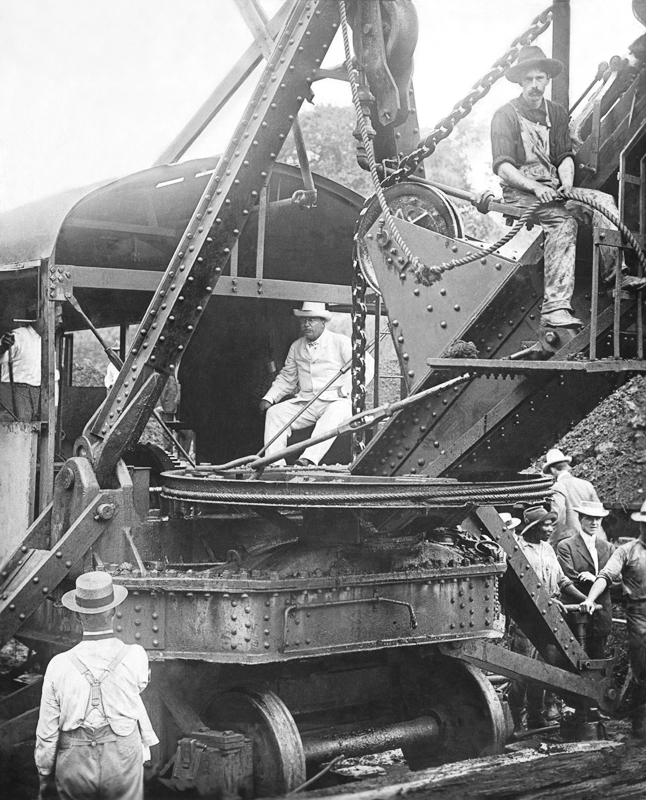
1906年、建設現場で蒸気ショベルを操作するルーズベルト。運河の建設には全面的にビュサイラス・エリーの建機が使用された

パナマ運河会社の倒産によって、フランス共和国は運河建設から事実上手を引くこととなり、運河建設はアメリカ合衆国によって進められることとなった。太平洋と大西洋にまたがる国土を持つアメリカにとって、両洋間を結ぶ運河は経済的にも軍事的にも必須のものであると考えられた。
しかし、運河のルートは「パナマルート」と「ニカラグアルート」の2つの案があり、議会がまとまるまでには長い時間がかかった。ニカラグアルートはニカラグア湖を使うことで、掘削量を大幅に減らす利点があったからである。しかし1902年2月に、遠く離れたカリブ海のマルチニーク島のプレー山の大爆発（4万人死亡）が起こったことが大きく宣伝されたことから、ニカラグア湖内と周辺にも火山が数個あるニカラグアルートの不安が増大した。しかし同年、アメリカ合衆国議会でパナマ地峡に運河を建設することを決定した。
パナマ地峡は当初は自治権を持つコロンビア領であったが、パナマ運河の地政学的重要性に注目したアメリカ合衆国は、運河を自らの管轄下に置くことを強く志向した。1903年1月22日、ヘイ・エルラン条約（英語: Hay–Herrán Treaty、スペイン語: Tratado Herrán-Hay）が、アメリカのジョン・ヘイ国務長官とコロンビアのTomás Herrán臨時代理大使との間で結ばれた。
しかし、コロンビア議会はこれを批准しなかった。こうしたことから、アメリカ合衆国連邦政府は、パナマ市にいた独立派の運動家と手を結び、1903年11月3日、この地域はコロンビアから独立を宣言して「パナマ共和国」となり、時のアメリカ合衆国大統領セオドア・ルーズベルトの政権は、10日後の11月13日に国家の承認をし、5日後の11月18日にはパナマ運河条約を結び、運河の建設権と関連地区の永久租借権などを取得し、建設工事に着手した。
1905年にアメリカ資本による建設事業がスタートした。合衆国中を資本が駆け巡り、同年から翌年にかけて全米手形交換所の総交換額は1.5倍に急増した。工事開始後、当初の数年間は疫病の流行などにより工事は遅々として進まず、海面式運河にするか閘門式運河にするかの建設計画さえ決定していない状態であった。
1905年に着任した主任技師ジョン・フランク・スティーブンスが、人夫へのマラリアや黄熱病の感染を防ぐため、ゴーガス衛生局長と協力して蚊の駆除に尽力し、その結果、疫病はほぼ根絶された。また、スティーブンスは福利厚生にも気を配り、労働者たちの労働環境は非常に整ったものとなった。1906年6月、閘門式運河が新運河には最適であるとの結論を下し、議会はその判断に従って閘門式運河案を決定した。
1907年、現地労働者とワシントンの運河委員会との調整に悩まされたスティーブンスは主任技師を退職し、後任にはジョージ・ワシントン・ゲーサルスが就任した。ゲーサルスは軍人であり、運河委員会には全て軍人が任命され、労働者に軍隊の規律を導入した。ゲーサルスは労働者の不満を吸い上げる自由面接制度を整え、工事週報の発刊によって工事の現況を労働者たちにも可視化し、そして工事を地域別にすることで、各地域の競争意識を煽った。このため、工事のテンポはこれ以降格段に早くなった。1910年にはガトゥンダムが完成し、1913年にはダムが満水となってガトゥン湖が誕生した。最大の難工事であったクレブラ・カットの開削も完了し、パナマ運河は予定より2年早く1914年8月15日に開通した。
結局、この工事には3億ドル以上の資金が投入された。運河収入はパナマに帰属するが、運河地帯の施政権と運河の管理権は、アメリカ合衆国に帰属した。なお、ルーズベルト大統領は完成直前に死去した。
建設には、日本人の青山士（あおやま あきら）も従事。彼は帰国後、内務省の技官になり、信濃川の大河津分水路補修工事や荒川放水路建設工事に携わった。
建設後も、特にクレブラ・カット区間で土砂崩れが続発し、一度は運河が完全にこの区間で埋まってしまったこともあった。さらに運河の幅自体も、この区間は難工事であったために狭く、そのため1927年よりこの区間の拡張並びに護岸工事が行われ、1940年頃に完成した。

### 両大戦
運河の開通した1914年は、第一次世界大戦開戦直後であり、このため運河利用は1918年頃まで低迷を続けた。しかし1919年に、第一次世界大戦が終結するとともに、運河の利用は激増した。1930年代後半になると世界情勢が再び緊迫し、大日本帝国との対立が激しくなるなか、アメリカ合衆国連邦政府はパナマ運河の拡張案を成立させ、1939年に着工した。
この工事は別水路を作って、パナマ運河の通航可能量を増大させるもので、新規の閘門を作ることから「第3閘門運河」と呼ばれたが、第二次世界大戦中の1942年に拡張工事は中止された。しかし、この工事跡はその後も残り、21世紀に入って、パナマ運河拡張案が再浮上した時に再利用されることとなった。なお、1941年4月に、第二次世界大戦に入ったヨーロッパ戦況の激化を受けてアメリカとイギリス船以外の利用が禁止された。

### 日本軍による攻撃計画
第二次世界大戦時、大日本帝国海軍にはパナマ運河攻撃計画が存在した。1942年2月から9月にかけて日本海軍の潜水艦によって行われたアメリカ本土砲撃と、その艦載機によるアメリカ本土空襲が行われた際に検討されたことがあるが、この際にはアメリカ本土への攻撃が優先されたため、結果的に検討されたのみであった。

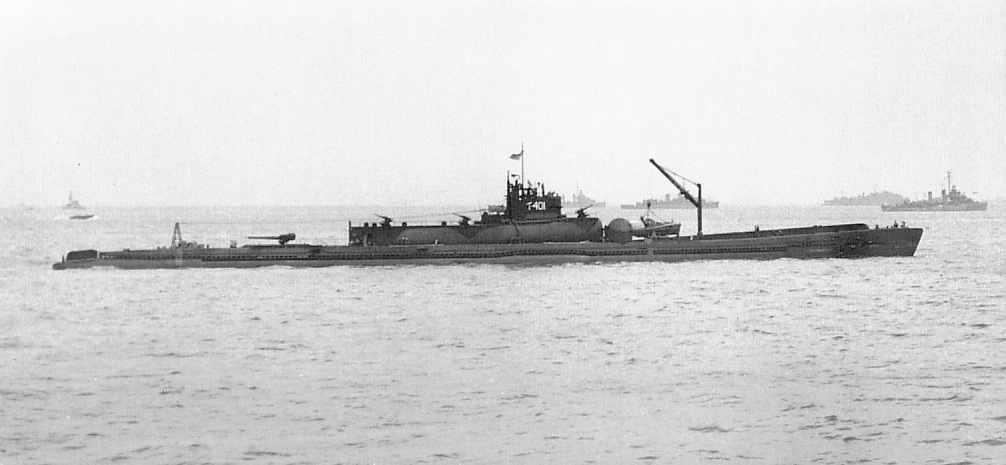
伊四〇〇型

これらの作戦が行われると同時に、大日本帝国海軍は更なる本格的なアメリカ本土攻撃を目的に、特殊攻撃機晴嵐を3機搭載した伊四〇〇型潜水艦からなる潜水艦の建造を進めた。しかし、1945年に入ると同盟国であるドイツ国の艦隊が壊滅状態になったため、不要となったイギリスやアメリカなどの大西洋で活動していた艦船の太平洋への回航が予想され、この回航を少しでも遅らせるために、これらの潜水艦とその艦載機でパナマ運河を攻撃することを計画した。
その後、アメリカ軍の爆撃機による日本本土空襲が本格化したため、これらに対する報復を目的に再度アメリカ本土攻撃に主目標が変更された上に、伊四〇〇号型潜水艦2隻が完成した後の1945年3月に沖縄戦が始まったことなどにより、結局このパナマ運河攻撃計画は破棄され、最終的に南太平洋のウルシー環礁の連合軍艦隊の泊地へ攻撃目標を変更した。作戦遂行に向けて展開中の8月15日に同諸島沖合で終戦を迎え、その後、伊四〇〇型潜水艦はアメリカ軍により標的処分および自沈・解体され姿を消した。
この運河攻撃計画を実行するにあたり、日本軍はパナマ運河建設に関わった青山士に運河の写真、設計図の拠出を要求したが、青山は「私は運河を造る方法は知っていても、壊す方法は知らない」と述べたエピソードがある。
なお、第二次世界大戦中、アメリカ海軍の艦艇はパナマックスサイズで建造されている。これは、大西洋から太平洋戦線、またはその逆の転戦を容易にするための措置であり、パナマ運河の軍事的要衝の証明である。
1950年8月4日、連合国軍最高司令官総司令部は1941年から禁止していた日本船の運河航行を許可した。

### 返還
パナマ独立時の条約によって、運河地帯両岸の永久租借地にはアメリカの軍事施設が置かれ、中南米におけるアメリカの軍事拠点となっていた。アメリカ政府はここを拠点として、パナマに対する有形無形の干渉を続けたが、第二次世界大戦後になるとパナマの民族主義が高まり、運河返還を求める声が強くなっていった。1968年の軍事クーデターによってオマル・トリホスが権力を握ると、国粋主義的な方針を取るトリホス政権は運河の完全返還を強く主張するようになった。これを契機にアメリカ合衆国と返還をめぐる協議が始まり、1977年、ジミー・カーター大統領の時代に新パナマ運河条約が締結された。新条約では、恒久的に中立無差別な通航が保証される国際運河であることの再確認と引き換えに、まず1979年に主権をパナマに返還し、アメリカ合衆国の海外領土としての運河地帯を法的に消滅させた。その時点から20年間は運河の管理を両国共同で行うこととされ、1999年12月31日にアメリカは全ての施設を返還、アメリカ軍は完全に撤退した。現在のパナマ運河は、パナマ共和国が管轄している。
通航量の増大や船舶の大型化の流れを受けて、2006年4月に運河拡張計画がパナマ運河庁より提案され、10月に国民投票により実施されることが決定された。総事業費6,000億円で、単独財務アドバイザーを日本のみずほコーポレート銀行が務めた。この計画は、既存の閘門の近くに新たに大型の閘門を増設する計画となっており、以前に別ルートとして計画されていた「第2パナマ運河計画」とは別物である。第2パナマ運河計画に関しては、鉄道貨物輸送との競合があり、その採算性から、計画の具体化がなされていなかった経緯があった。しかし、鉄道輸送では賄えない部分も残っているため、既存の運河を拡張する方法により、事業費を圧縮しながらも拡張するため、新たに提示され実施されることになったのが、2016年に完成したパナマ運河拡張である。

## 船舶の牽引

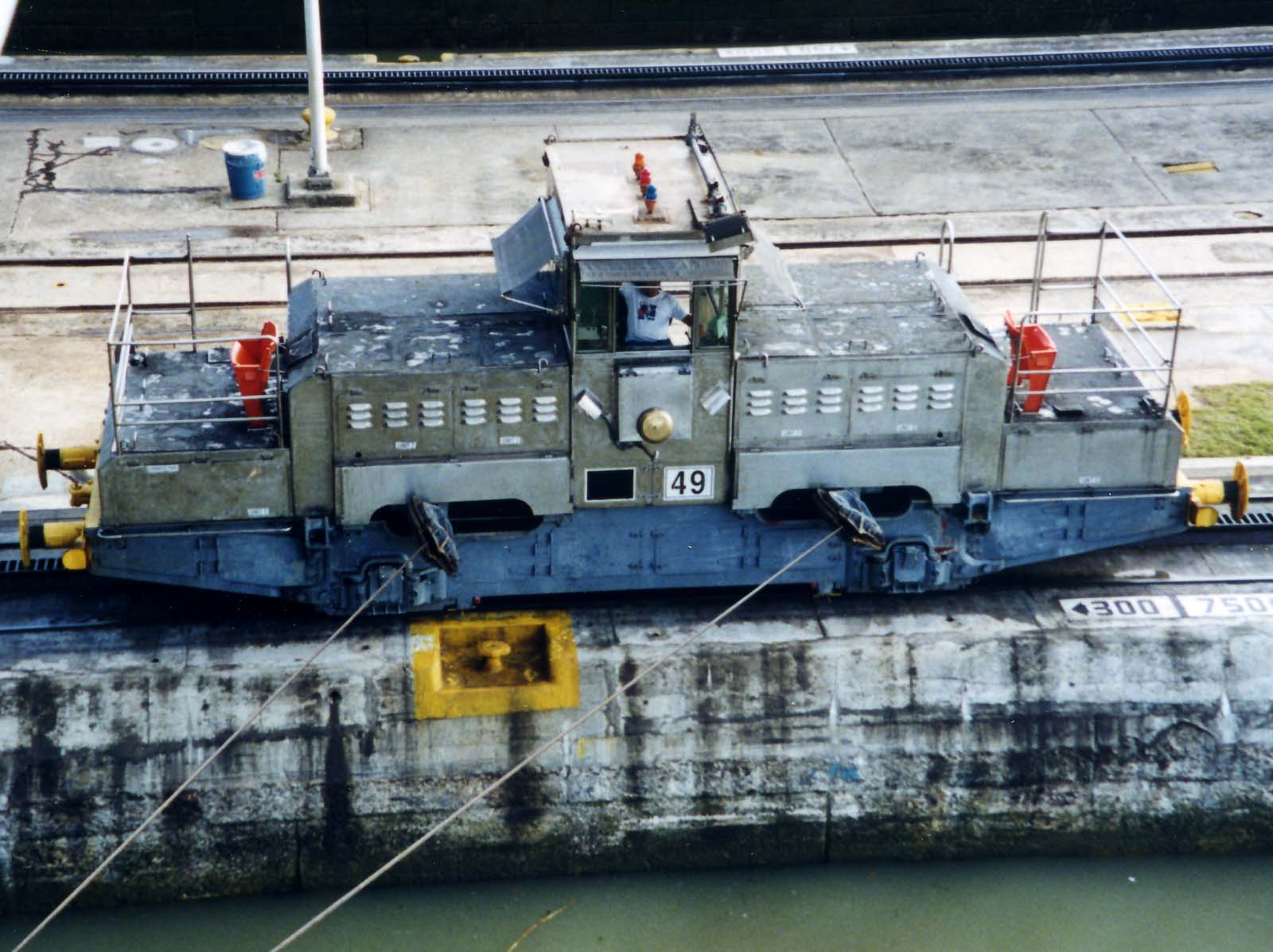
mule(電気機関車)

パナマ運河には幅の狭い区間が一部あり、船舶が自力で航行できないため、専用の電気機関車を用いて船を牽引する。この機関車には、川崎重工製の車両が使用されている（駆動用ギアケースは三菱重工業、インバーター・モーターおよびウィンドラスは東洋電機製造が製造）。別の区間ではタグボートが曳航する。
この線路は最大で50パーセント（角度にして約27度）の急勾配があり、その勾配を越えるため運河の両側にラック式の線路が敷設されており、両側の機関車からそれぞれワイヤーで引っ張って、船が水路の中央を通るように保ちながら牽引する。
2016年に供用開始された第3レーンの閘門には電気機関車は設置されず、閘室内でもタグボートで牽引される。

## 通航料

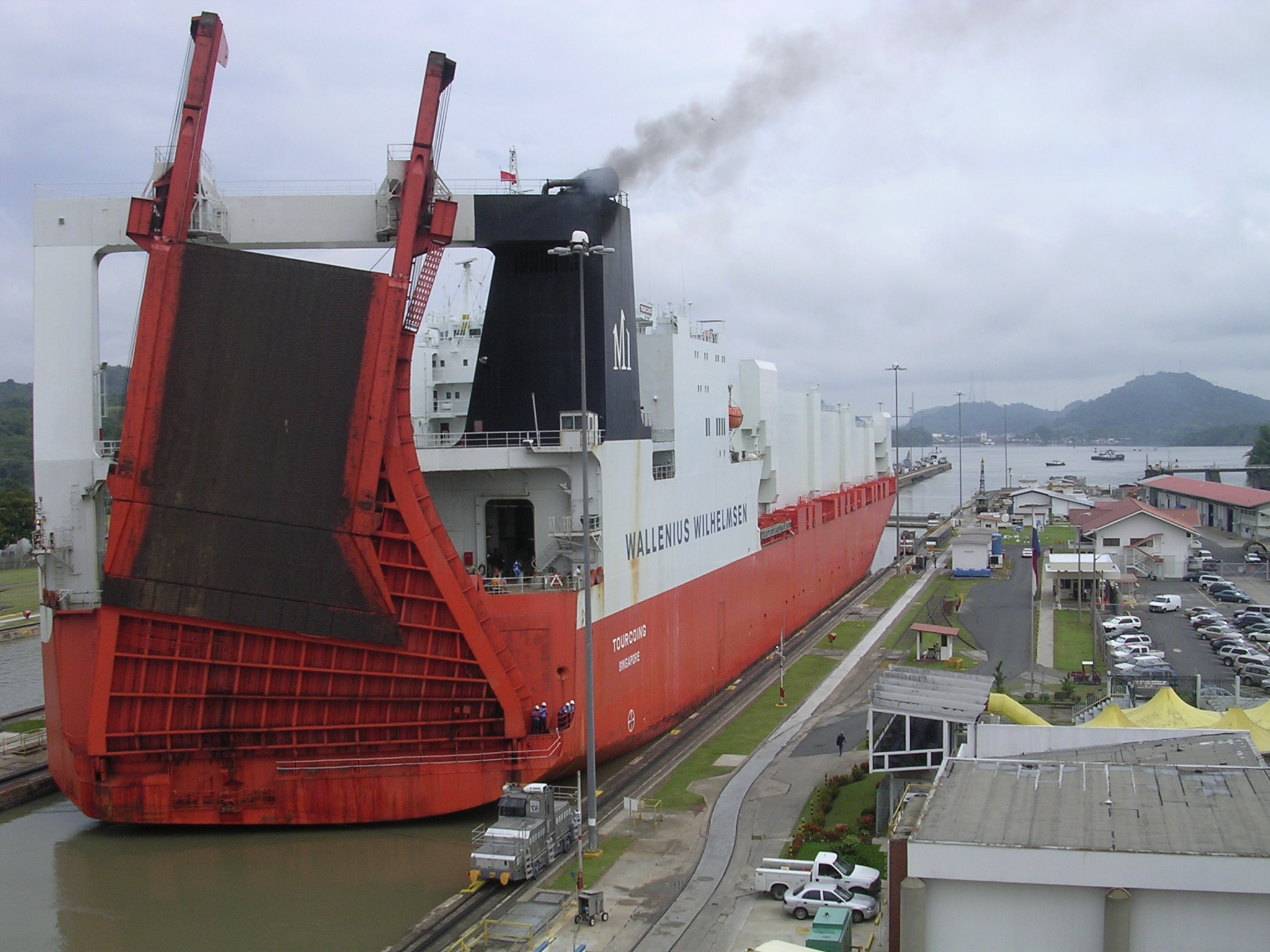
ミラフローレス閘門を通航するRO-RO船。同閘門を通航する船舶として、同船は最大規模である。

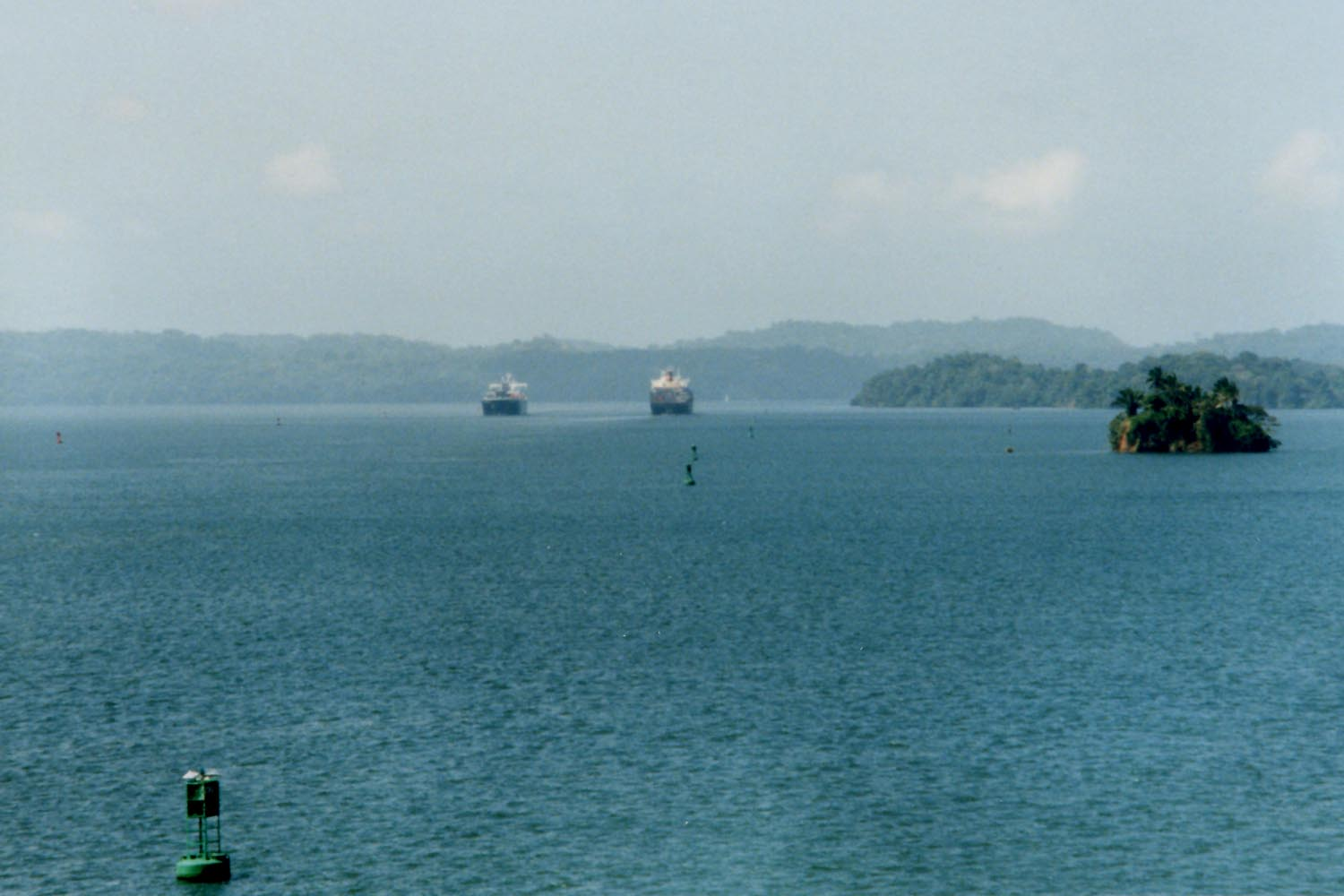
ガトゥン湖。元々は丘陵だった島々が浮かぶ。

パナマ運河の通航料は、船種や船舶の積載量、トン数や全長など船舶の大きさに基づきパナマ運河庁が定めている。1トンにつき1ドル39セント、平均で54,000ドルである。飲料水としても利用されているガトゥン湖の渇水を理由に、パナマ運河庁は2020年2月、湖の水位と船の大きさによる2種類のサーチャージ（追加料金）を導入した。
かつて、アメリカ合衆国連邦政府がパナマ運河を管轄していた時代には、運河通航料はスエズ運河と比べても非常に低く抑えられていた。これは、アメリカがこの運河を国際公共財として考えており、収益を目指さない考えを明確にしていたためである。
これに対し、1999年に運河を受け継いだパナマ政府は、利益の極大化方針を打ち出し、2000年以降年3.5%の値上げを20年間継続する方針を打ち出した。しかし、この方針には利用各国から強い反対が表明された。
2003年9月25日に通過した豪華クルーズ客船「コーラル・プリンセス」号が226,194ドル25セントを支払って以来、近年は船舶の大型化による通航料の最高額更新が続いている。2008年2月24日には豪華クルーズ客船「Norwegian Jade」号が313,000ドル以上を支払った。また、最も低額の通航料は、1928年にパナマ運河を泳いで通過した、米国の冒険作家リチャード・ハリバートン（Richard Halliburton） が支払った36セントである。
パナマ運河返還後、運河収入はパナマ運河庁を通じてパナマ政府へと直接入るようになった。返還初年である2000年の運河収入は1億6680万ドルにのぼった。2024年現在の年間総収入は7600億円である。

## 運河拡張

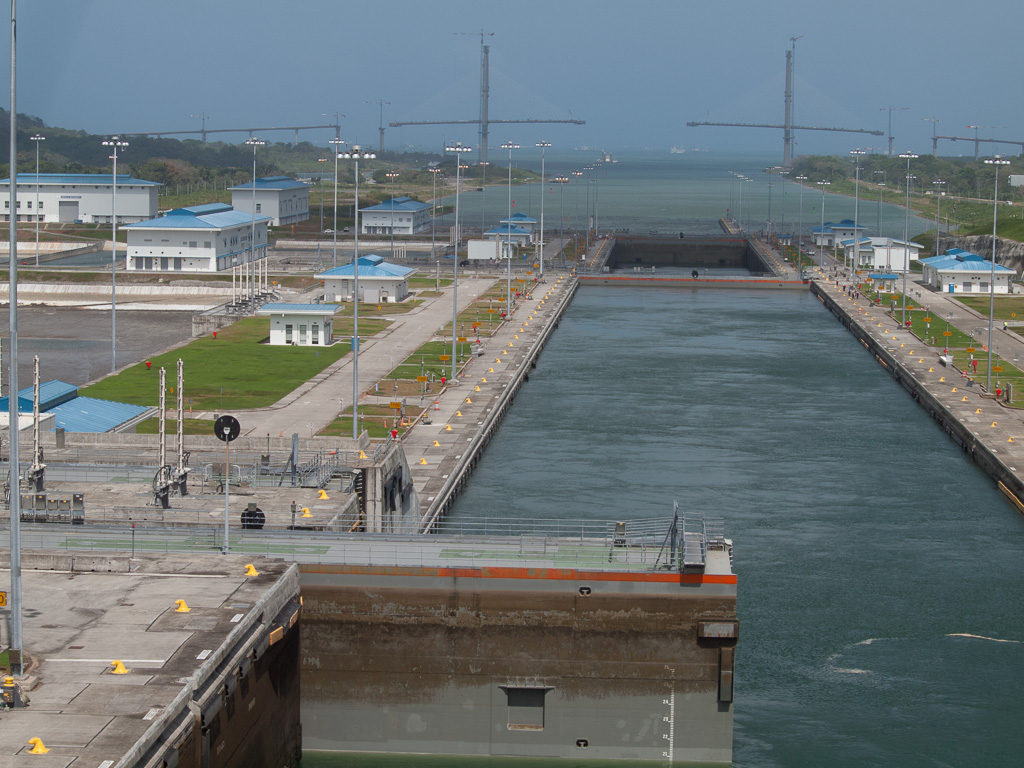
新ガトゥン閘門（第三閘門）。奥に見えるのは建設中の大西洋橋。（2018年）

パナマ運河の拡張計画は古くから存在し、1939年には新レーンの建設が始まっていたが、1942年には中止されていた（上述）。1960年代に入り、冷戦の激化に伴って太平洋方面への艦船の移動を目的とするパナマ運河の拡充計画が再び現れた。この計画は拡張計画ではなく、海面式の新運河を建設することで、運河のネックとなっている閘門の不便さをなくし、輸送可能量を飛躍的に増大させる計画であった。
新運河建設地は各所で検討された。アメリカの大西洋-太平洋間運河調査委員会（APIOSO）は、一時、核爆発を利用した新運河建設を検討したものの見送られ、1970年に現パナマ運河に並行して海面式運河を建設する案をニクソン大統領に勧告した。1970年代に入ると、日本の経済的躍進や世界経済の拡大によってパナマ運河の容量不足が徐々に叫ばれるようになり、1982年にはパナマ、アメリカと日本の3か国によるパナマ運河代替調査委員会（3か国調査委員会）が発足したものの、当時のマヌエル・ノリエガ政権はアメリカと不仲であり、この案はいったんほぼ立ち消えとなっていた。
1989年にパナマ侵攻によって、ノリエガ政権が崩壊すると委員会は再び動き出し、1993年に調査報告書を提出した。この報告書では海面式運河は工事コストが高すぎるとして、1942年に中止された第3閘門運河跡を再利用して運河を拡張することが最もコストが軽減されるとの報告がなされた。
1999年のパナマ運河返還によって運河がパナマ政府のもとに戻ると、パナマ政府はこの調査報告書に着目した。この時期には通航量の増大や船舶の大型化の流れを受けて2010年にも受入れ能力の限界が来ると想定されており、運河拡張は急務となっていた。これを受け、2006年に運河拡張計画案がパナマ運河庁より正式に提案され、国民投票により実施されることが決定された。
総事業費52億5千万ドルをかけて2007年9月3日に着工開始し、2014年の竣工を予定し、新たに第3レーンを設け、完成後は現在の2倍の約6億トン（船舶トン数換算）の航行量を見込む。この拡張計画は、現在のガトゥン、ペドロ・ミゲル、ミラフローレスの3閘門をショートカットする形で太平洋側と大西洋側にそれぞれ3閘室の閘門を新設するものである。ガトゥン湖からクレブラ・カットにかけては現在の運河をそのまま使用する。ただし、通航量の増大が予想されるため、この区間においても浚渫や拡張を行う。水路が2線となるため、航行用の水量消費も倍増すると考えられるが、ガトゥン湖の浚渫と新水路への節水槽の設置によって、この水量使用増には対応可能とされている。
パナマ政府ホルヘ・キハーノ運河庁長官は、2016年第1四半期に拡張計画が完了すると拡張工事の完成時期を明言した。また、拡張によって周辺の生物の生態系や分布が崩れるとの懸念も未だにある。
計画現場の地質が事前調査と違ったり、工期遅延、予算超過、工事労働者のストライキなどの障害を乗り越え、2016年5月31日に竣工し、同年6月26日に完成式典を行い運用を開始した。
拡張工事の完成によって既存の往復2つのレーン（設計閘門サイズ：長さ320メートル、幅33.5メートル、深さ25.9メートル ※深さは閘室毎に違い最浅部で12.55メートル）に加え、第3レーン（閘門サイズ：長さ427メートル、幅55メートル、深さ18.3メートル）をあわせ、3つの航路が運河通航できるようになった。
この運用開始によって船型制限値はニューパナマックスで拡大され（既存のパナマ運河も併用されるため、既存航路を航行する際はパナマックスが適用される）、北米東海岸と北米西海岸、日本、東南アジアなどの海上輸送量増加が見込まれる。船舶と喫水の大型化に伴う物流費と運行日数の削減、排出CO2の低減などの効果があり、スエズ運河などと比べた際の国際競争力が高まった。特に日本では、北米東海岸で採掘したシェールガスを日本に輸出する航路として運用するため、LNGの輸送増大が期待されることで最も恩恵を受けるといわれる。

新ガトゥン閘門（2018年）

## 輸送量
パナマ運河庁による2024年のパナマ運河利用国トップ5（貨物量・ロングトンベース）は下記の通りである。
| 順位 | 国籍           | 貨物量（ロングトン） |
| ---- | -------------- | -------------------- |
| 1位  | アメリカ合衆国 | 1億5706万2023        |
| 2位  | 中華人民共和国 | 4504万2754           |
| 3位  | 日本           | 3073万0138           |
| 4位  | 大韓民国       | 1966万8991           |
| 5位  | チリ           | 1742万3910           |

建設当時、この運河を最も利用したのはアメリカ、ついでイギリスであり、その他の国の利用はわずかな量にとどまっていた。しかし、1960年代以降、日本が経済的に台頭するに伴い利用量を急速に拡大させ、アメリカに次ぐ第2の利用国の地位についた。2000年には、パナマ運河利用貨物総量の6割がアメリカ、2割が日本、残り2割がその他の国の利用だった。大西洋から太平洋への輸送貨物（南向け貨物）の第1位はアメリカであり、太平洋から大西洋への輸送貨物（北向け貨物）の第1位は日本であり、この状況は30年以上続いていた。北向けと南向けの比率は4対6であり、大西洋から太平洋への輸送貨物のほうが数量の多い状態が続いていた。
その後、21世紀に入ると、中国はじめ東アジア・東南アジア諸国が経済的成長とともに利用を急速に拡大し、2003年には太平洋から大西洋への輸送貨物においては、中華人民共和国が日本を抜いて第1位の利用国となった。また、同時期に南米西岸諸国（チリ、エクアドル、ペルー）の利用も急拡大し、2003年には太平洋から大西洋への輸送貨物の2位がチリ、4位がエクアドルとなって、日本は6位にまで後退した。
輸送品目では、北向け貨物は工業製品が多く、南向け貨物は農産物が圧倒的であった。これは、アメリカのメキシコ湾沿岸（ガルフ）地方が北の穀倉地帯であるグレートプレーンズの輸出港となっており、東洋諸国、特に日本がこの地域からトウモロコシや大豆、コムギなど大量の農作物を輸入していた事情による。また、メキシコ湾岸油田産のLNGを輸送するタンカーも多数通過する。2020年末に運河が渋滞した時期は、日本国内で発電用LNGがひっ迫して電力価格が高騰したことがあった。
貨物のルートとしては、南向け貨物はアメリカのメキシコ湾沿岸から日本、中国、韓国といった東アジア諸国への流れが圧倒的に大きい。これに対し、北向け貨物で最も大きい流れはカナダおよびアメリカ西海岸からヨーロッパへの貨物の流れである。それに次ぐものが、日本および中国からメキシコ湾沿岸・アメリカ東海岸への流れであり、次いで大きいのが南米太平洋岸諸国からアメリカ東海岸およびヨーロッパへのルートである。2024年現在の年間交通量は約1万4000隻となっている。

## 周辺経済への影響

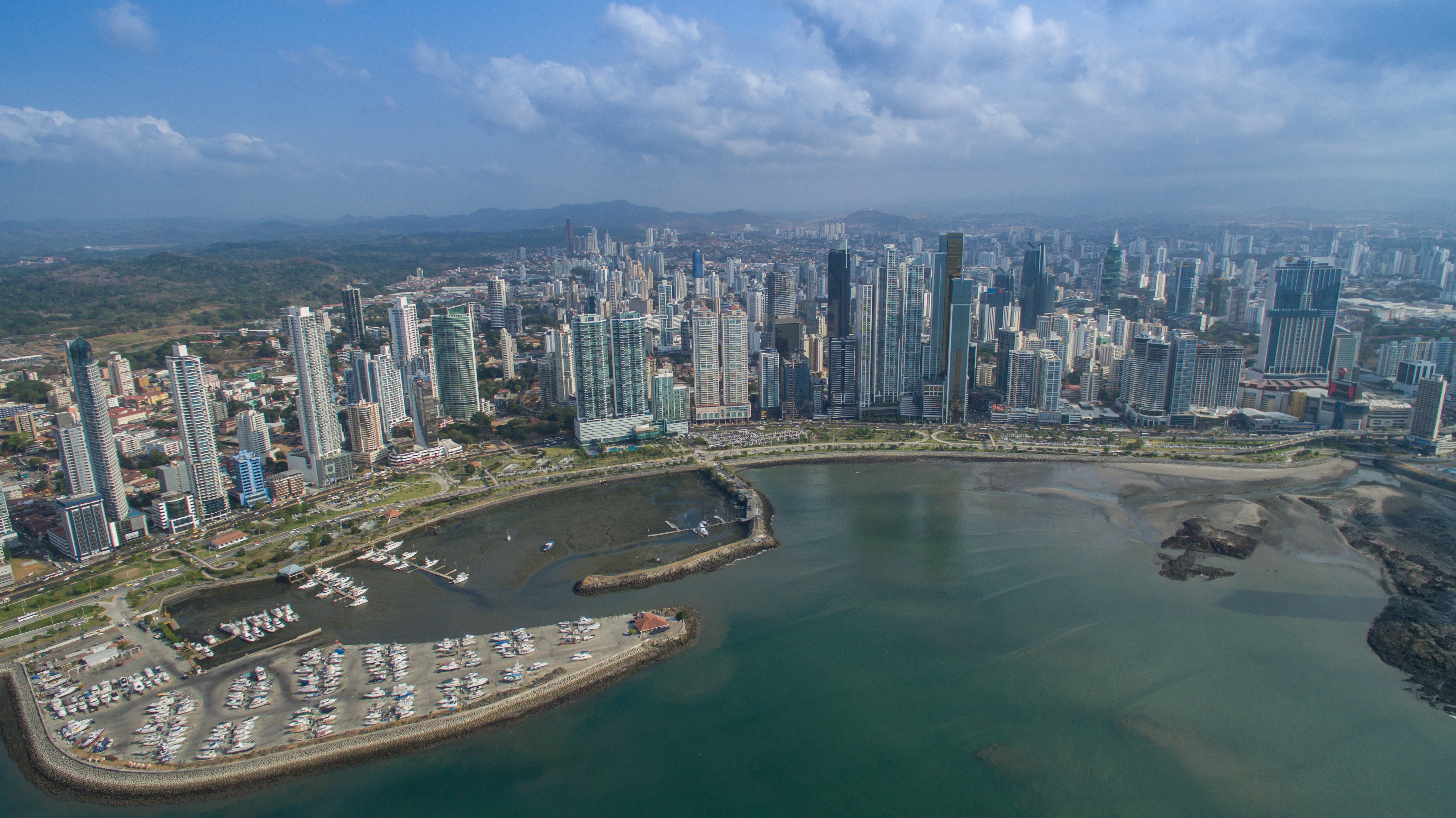
パナマ市の中心街。パナマ市は運河による経済活動を基盤として大都市となった

パナマ運河を航行する船舶は膨大な量にのぼり、東西両洋を結ぶため重要性も極めて高い。この膨大な需要は、運河周辺に様々な産業を立地させることになった。建国の経緯から言っても、パナマ共和国はパナマ運河計画があって初めて成立しえた国家であるが、経済的にもその他の面においても、パナマ共和国は運河に多くを負っている。
運河の両端に位置するパナマ市とコロン市にはパナマの経済活動の75%が集中しており、この両市の経済活動のかなりが運河に直接関係したものや、または運河建設による産業基盤整備によって新たに生まれたものである。運河を行き交う船への物資の供給や船舶の修理用のドック、船員たちへの商品・サービスの提供、運河の修繕・維持管理などは運河に直接関係した産業であるが、他にも運河の両端に整備されたパナマ市のバルボア港やコロン市のマンサニージョ港は海運の拠点となっており、なかでもマンサニージョ港はラテンアメリカ最大のコンテナ港となっている。また、交通の要衝であることを利用して運河の大西洋側に整備されたコロン自由貿易地区は世界第2の規模を誇る自由貿易地区へと成長した。
パナマ運河を構成するガトゥン湖やアラフエラ湖は周辺の豊富な降雨を水源としており、水質は非常に良い。このため、この両湖の水はパナマ市の上水道の水源として利用されており、ガトゥン湖の水利用の3.2%はパナマ市の上水道用となっている。この水を利用しているため、パナマ市では上水道の水はそのまま飲用可能である。
パナマ運河の周辺地域は1903年から1999年までアメリカ施政下の運河地帯となっており、アメリカ政府の手によって学校や病院をはじめ、アメリカ人たちが生活していくのに十分な社会基盤が整備された。パナマ運河の返還によってこれらの施設はパナマ政府に無償で譲渡され、パナマ政府は両洋間地域庁を設立してこれらの施設や土地の開発を進めた。両洋間地域庁は移行を完了させて2005年に解散したが、この開発によって運河沿いには研究施設や観光施設が相次いで建設され、ガトゥン湖畔には2つのリゾートホテルが建設されて運河の風景と熱帯の自然を楽しめるようになった。

## 評価
米国土木学会によって、20世紀の10大プロジェクトを選ぶ「Monuments of Millennium」（1000年紀記念碑）の「水路交通」部門に選定された。これは、20世紀最高の運河と認められたことを意味する。
この「Monuments of Millennium」の他の部門では、「鉄道」部門で英仏海峡トンネル、「空港の設計・開発」部門で関西国際空港、「高層ビル」部門ではエンパイア・ステート・ビルディング、「長大橋」部門ではゴールデンゲートブリッジなどが選定されている。